# Azinphos-methyl
Azinphos-methyl ist eine chemische Verbindung aus der Gruppe der Dithiophosphorsäureester und Triazine. Es wird als Breitband-Organophosphat-Insektizid im Anbau verschiedener Früchte und Gemüse eingesetzt. Es wirkt (wie andere Stoffe dieser Gruppe) als Acetylcholinesterasehemmer. In die Schlagzeilen geriet die Verbindung, als die Firma Bayer (welche der weltweit größte Hersteller der Verbindung ist) 1998 in Schottland ihre Auswirkungen auf Menschen in einem Versuch direkt testete. Da Azinphos-methyl in vielen Staaten eingesetzt wird, fanden sich Rückstände davon in nach Deutschland importierten Lebensmitteln.

## Geschichte
Azinphos-methyl wurde bei der Untersuchung von Alkylphosphaten, welche als Nervengifte im Zweiten Weltkrieg verwendet wurden, entdeckt. Als Insektizid wurde es in den USA 1958 zum ersten Mal angemeldet.

## Zulassung
In den USA ist die Zulassung am 30. September 2012 ausgelaufen. In den EU-Staaten wie Deutschland und Österreich sowie in der Schweiz ist das Mittel nicht zugelassen. Die EU prüft jedoch, das Mittel unter strengen Auflagen zuzulassen. Das Europäische Arzneibuch legt als Grenzwert für Azinphos-methyl-Rückstände in pflanzlichen Drogen 1 mg·kg−1 fest.

## Verwandte Verbindungen
- Azinphos-ethyl